# Thiodina peckhami
Thiodina peckhami är en spindelart som först beskrevs av Bryant 1940.  Thiodina peckhami ingår i släktet Thiodina och familjen hoppspindlar. Inga underarter finns listade i Catalogue of Life.